# 荒木貞夫
荒木贞夫（日语：／ Araki Sadao，1877年5月26日—1966年11月2日），日本陆军大将，曾多次出任日本陆军大臣，為陸軍中的「皇道派」領袖，主張往蘇聯方向擴張並反對侵略中國及歐美列強；於二次大戰戰後被遠東國際軍事法庭判為甲级战犯。
犬養毅之孫女犬養道子在其著作《與群花和眾星》一書中，指控荒木貞夫為刺殺犬養毅的五一五事件幕後策畫人。

## 生平
1877年生于日本神奈川县，其家族原先属于武士阶层，但其父潦倒，因而以开私塾为生。
荒木贞夫小时候学习成绩很好，小学毕业后考上了当时的日本名校东京英语学校，但无力支付学费。适逢1895年中日甲午战争之后，日本国内从军复仇（夺回被“国际调停”剥夺的战果辽东半岛）风气下，报考了日本陆军士官学校。1897年毕业后进入日本陆军大学。1904年作为近卫后备混成旅团（即“王牌梅泽旅团”）副官随队参加日俄战争。日本获胜后，荒木返校继续学习，后以陆军大学第19期第一名的成绩毕业。毕业后，曾在参谋本部和日本驻俄公使馆任职，以“苏军专家”闻名于日本陆军内，并成为日军内部“北进论”的首倡者。
荒木貞夫是皇道派的領導成員。他被編入1936年二二六事件的肅軍的結果預備名單中。於 1938年到 1939年擔任文部省大臣。

## 狂热的战争策划者
1933年的新闻片《日本之关键时刻》中，荒木贞夫作为陆相，身穿将军制服，慷慨激昂地进行侵略鼓动：
现在把“满洲”称作我们的生命线。我觉得，我们的主要生命线就是按日本高尚的种族精神、日本民族精神和亚洲文明精神，在那里建一块乐土。为此目的，日本应该根据代表整个东方的日本精神、日本道德和日本文化，直接掌握和组织这个国家。

## 罪行审判
远东国际军事法庭的判决书对荒木的判决：
对内从事政治支配和对外从事军事侵略之陆军的热心提倡者。他在实际上是，并且被承认是陆军侵略活动的显著指导者之一……不管他在有无政治地位的时候，他都协助和极力倡导牺牲邻国来富裕日本的军部政策。他不仅同意并积极支持日本陆军在满洲和热河地区所采取的政策，即使上述地区在政治上脱离中国，设立由日本控制的政府，并将其经济置于日本的完全支配之下。
被判处終身監禁，但是於1955年因為健康因素而釋放。1966年11月2日，荒木在奈良县十津川村进行反共演讲时，因病猝死，终年89岁。